# Hotel Belvedere (Praha)
Hotel Belvedere je monumentalistická stavba v ulici Milady Horákové čp. 479/19 v Praze 7, Holešovicích. Nárožní budova  stojí mezi ulicemi Milady Horákové č.19, 21, ulicí Františka Křížka č. 7, 9 a ulicí Letohradská č. 2. Byla postavena v roce 1922 podle návrhu architektů Josefa Herinka a Václava Sluníčka a dostavěna ve funkcionalistickém stylu v roce 1935 podle návrhu architekta Jana Chládka.

## Historie
Výraz „belvedere“ (též belveder nebo belvedér) pochází z italštiny, kde bel vedere znamená krásná vyhlídka. Tohoto výrazu se používá pro označení místa nebo stavby s krásnou vyhlídkou nejen v českých zemích, ale i jinde ve světě. V Praze 7 byl tento název použit poprvé pro letohrádek Belvedere, který inicioval v roce 1715–1717 František Josef Waldstein a jeho manželka Markéta Černínová. Letohrádek stával v místě dnešní zahradní restaurace u Letenského zámečku na Letné. V letech 1741–1743 mělo v letohrádku sídlo velitelství okupačních francouzských jednotek, které stavbu při odchodu zničilo odstřelem. Název Belvedere pak přešel na Letohrádek královny Anny v Královské zahradě na Pražském hradě. Stejný název dostala i kavárna na rohu Korunovační a Čechovy ulice i protější hotel na rohu Korunovační a ulice Na výšinách (dnes studentská kolej Mikoláše Alše). Po zrušení kavárny dostal název Belvedere nově postavený hotel na tehdejší Belcrediho třídě (dnes ulice Milady Horákové).

## Popis stavby
Robustní sedmipodlažní budova byla postavena podle původního návrhu architektů Josefa Herinka a Václava Sluníčka v roce 1922. Součástí budovy byl i kinosál, který byl v roce 1924 adaptován podle návrhu architekta Oldřicha Tyla. V roce 1935 proběhla dostavba budovy s nárožními rizalitovými okny podle návrhu architekta Jana Chládka.
V přízemí budovy jsou komerční prostory – nově zrekonstruovaný moderní sál Memphis a restaurace Belcredi Bistro a velký společenský sál pro cca 300 osob (vchod z ulice Fr. Křížka). Hotel Belvedere se řadí mezi největší hotely v Praze 7, disponuje 149 moderními pokoji. Mezi nimi je 5 pokojů pro invalidní hosty i pokoje pro alergiky. V Executive patře je 16 velkých pokojů, klub Memphis pro 80 osob  a dva salonky, každý s kapacitou 20 osob pro společenské a konferenční účely. Součástí hotelu jsou i zpoplatněné podzemní garáže.

### Kino
Od roku 1926 do roku 1985 bylo v budově v provozu kino (vchod z ulice Letohradská). Do roku 1948 se jmenovalo Belvedere, pak do roku 1950 mělo název Slovan. V letech 1950–1954 zde působilo Kino krátkých filmů a v roce 1954 Kopeckého loutková scéna. Kino Čásek – Belvedere zde promítalo v roce 1957 a 1958, v roce 1959 pak bylo obnoveno Kino krátkých filmů – Belvedere. Od roku 1966 až do uzavření kina v roce 1985 zde působilo  Kino retrospektivních filmů a kino Ponrepo.

## Obraz v umění
- V hotelu Belveder je dnes tanec (hudba: Vladimír Mišík, Jan Hrubý, Petr Pokorný/text: Hynek Žalčík) – píseň Vladimíra Mišíka z alba Etc...2[4][5]